# Iridoteuthis
Iridoteuthis Naef, 1912 è un genere di molluschi cefalopodi della famiglia Sepiolidae.

## Tassonomia
In questo genere sono note tre specie:
- Iridoteuthis iris (S. S. Berry, 1909)
- Iridoteuthis lophia A. Reid,  2021
- Iridoteuthis merlini A. Reid,  2021